# 緑川美帆
緑川美帆は千葉県在住のフリーイラストレーター。モンスターや動物、ファンタジー風のイラストを得意とする。トレーディングカードゲームやオンラインゲームのイラストを数多く手がける。

## 主な作品
デザイン
- ゲームアプリ『パズル＆ドラゴンズ』（ガンホー・オンライン・エンターテイメント、2012年2月～）：モンスターデザイン

- 漫画『ヴァリアンテ』（杉基イクラ<著>・角川書店、2004年11月～）：敵モンスター基礎デザイン
- オンラインRPG『DragonWarCry』(大羽アキラ、2005年5月～）：モンスターデザイン

カードイラスト
- トレーディングカードゲーム『デュエル・マスターズ』（小学館・TOMY他）
- オンラインゲーム『アルテイル』（Dex Entertainment、200？年～）
- トレーディングカードゲーム『ベルセルク』（KONAMI、2003年～）

## 書籍など
- 小説『勇者ライと3つの扉』装画（エミリー・ロッダ<著>、KADOKAWA/メディアファクトリー発行）
- 小説『オリンポスの神々と7人の英雄』シリーズ装画（リック・リオーダン<著>、ほるぷ出版発行）

- I/O別冊『ファンタジーCGの描き方』（工学社発行、2001年8月）
- I/O別冊『Photoshop & Painterで描く モンスターCG』（工学社発行、2004年3月）

## 飼育
アイビー猫・セピア猫・アオジタトカゲ・メダカ・ミステリーザリガニ